# 3Xtrim 3X55 Trener
3X55 Trener in 3X47 Ultra sta dvosedežni visokokrilni ultralahki letali poljskega proizvajalca 3Xtrim Aircraft Factory. Številka 55 označuje vzletno težo 550 kilogramov, 47 pa 470 kilogramov.
Opcije motorjev na 3X55 so 80-konjski Rotax 912UL, 100-konjski 912ULS ali pa 80-konjski Jabiru 2200. Motor deluje na avtomobilski bencin lahko pa tudi na letalski bencin 100LL.
Verzija 3X55 je v ZDA znana kot Navigator in spada v kategorijo LSA.

## Specifikacije(550 Trener)
Podatki iz Jane's All The World's Aircraft 2003–2004; Jackson 2003, pp. 326–327.
Splošne karakteristike
- Posadka: 1
- Število sedežev: 1 potnik
- Dolžina: 6,87 m (22 ft 6½ in)
- Razpon kril: 10,03 m (32 ft 11 in)
- Višina: 2,40 m (7 ft 10¾ in)
- Površina kril: 12,40 m² (133,5 ft²)
- Teža praznega letala: 325 kg (717 lb)
- Maks. vzletna teža: 550 kg (1212 lb)
- Pogon letala: 1 ×  4-valjni protibatni motor Rotax 912, 73,4 kW (98 KM)

 Zmogljivost 
- Neprekoračljiva hitrost: 220 km/h (118 vozlov, 136 mph)
- Potovalna hitrost: 170 km/h (91 vozlov, 106 mph)
- Hitrost porušitve vzgona: 70 km/h (38 vozlov, 44 mph)
- Doseg: 750 km (405 nmi, 466 milj)
- Višina leta: 4000 m (13120 ft)
- Hitrost vzpenjanja: 4,5 m/s (886 ft/min)